# 臧一人
臧一人，（1987年5月15日—），汉族，中國歌手、教师 ，畢業於中央音乐学院。2006年参加江苏卫视《绝对唱响》获得全国第五名从而踏入演艺圈，但发展不顺一直参加国内各大选秀比赛，现任中央音乐学院附中音乐教师。2013年参加台湾中视《超级模王大道》获得年度十强，再次走人大众视线。

## 主要经历
- 1987年，出生于吉林省白山市一个普通工人家庭；
- 2006年，参加江苏卫视《绝对唱响》全国歌唱比赛活动获得全国第五名，从而踏入演艺圈；
- 2007年至2012年，在国内各大选秀比赛成绩都未理想，现今在中央音乐学院附中任教；
- 2013年，参加台湾中视《超级模王大道》比赛获得第十名；同年签约台湾经纪公司在台湾发展。

## 所获荣誉
- 2006，江苏卫视《绝对唱响》全国第五名[1][2]；
- 2007，江苏卫视《名师高徒》总决赛10强[3]；
- 2007，湖南卫视《快乐男声》成都赛区50强[4]；
- 2007，东方卫视《我型我秀》全国40强[5][6]；
- 2008，MTV全球音乐电视台"MTV全国主持大赛"获得全国季军；
- 2008，太合麦田&JYP《我是星人》选拔赛获得全国第10名；
- 2009，浙江卫视《超级领唱》全国争霸赛获得全国20强[7]；
- 2009，山东电视综艺频道《综艺满天星》月冠军、全国男子10强[8]；
- 2009，浙江卫视《麦霸英雄汇》第二季北京队麦霸、全国总冠军；
- 2009，CCTV3《星光大道》比赛周赛选手；
- 2010，湖南卫视《快乐男声》腾讯直通区5强、全国300强[9]；
- 2011，山东卫视《中华达人》全国20强[10]；
- 2012，台湾中视《华人星光大道》踢馆选手[11]；
- 2013，台湾中视《超级模王大道2》十强[12]。

## 影視作品

### 電視劇
| 上映年份 | 剧名       | 角色      | 備註           |
| 2014年   | 終極X宿舍  | PUB老闆   | 客串           |
| 2016年   | 整容攻略   | 夏宇/乾林 | 《富豪的遺產》 |
| 2020年   | 冰糖炖雪梨 | 馬小杉    |                |
| 2023年   | 愛的勘探法 | 方解      |                |

### 電影
| 上映年份 | 剧名               | 角色   | 备注 |
| 2014年   | 遇见崆峒           | 华剑雄 |      |
| 2016年   | 契约女神           | 王东   |      |
| 2017年   | 男儿国             |        | 男二 |
| 2017年   | 克隆特工之极限对决 |        |      |
| 2018年   | 魔法耳光           | 袁野   |      |
| 2018年   | 西虹市首富         | 理髮師 |      |

## 音乐作品
- 2008年，单曲《爱一点》

## 综艺节目
- 上海东方卫视《今天谁会赢》
- 浙江卫视《我是大评委》《中华达人》《我爱记歌词》
- 湖南卫视《想唱就唱》
- 台湾中视《康熙来了》《大学生了没》《综艺大热门》
- CCTV15《一起音乐吧》
- 星空卫视《lady呱呱》
- 纬来综合台《爱哟我的妈》